# Лампрантус
Лампрантус (лат. Lampranthus) — род растений семейства Аизовые (Aizoaceae), подсемейства Ruschioideae, естественно произрастающий на территории Намибии и Капской провинции Южно-Африканской Республики.

## Название
Родовое латинское (научное) название Lampranthus происходит от греческого lampros — «глянцевый», «блестящий», и греческого anthos — «цветок», в связи с выразительными блестящими цветками большинства видов.
Русскоязычное название является транслитерацией латинского.

## Ботаническое описание
Представители рода — распростертые, полегающие или прямостоячие кустарники; стебли гладкие, иногда укореняющиеся в узлах; корни волокнистые, редко утолщенные. Листья перегнутые, к основанию коротко сросшиеся или свободные, всегда равные и одинаковые, прямоугольные, полутертые или трехгранные, тупые или суженные, изредка точечные, длиной до 50 мм; эпидермис гладкий или шероховатый.

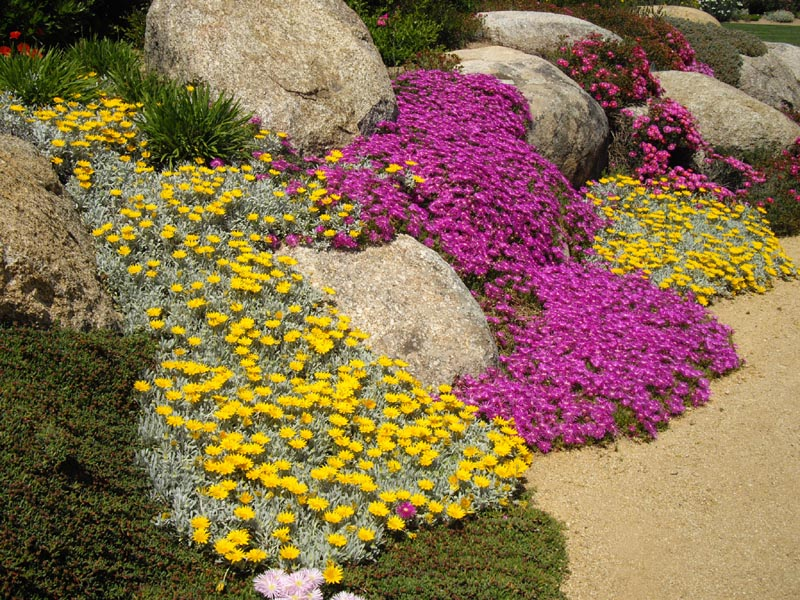

Цветки верхушечные или пазушные, в дихазиях или одиночные, большей частью на цветоножке, реже сидячие; диаметр 7-70 мм. Чашелистиков 5. Лепестки белые, желтые, оранжевые, красные или фиолетовые. Стаминодии отсутствуют или присутствуют, конически собраны или раскидистые. У нектарника невысокое кольцо с гребешком. Рылец 5(-7), +/- треугольные. Плод — коробочка схожая с плодами рода Lampranthus, обычно 5-гнездная, одревесневшая, в основании воронковидная, иногда с семенными карманами; створчатые створки большие или редко отсутствуют; расширяющиеся кили расходятся; покровные оболочки толстые; замыкающие тельца отсутствуют, но стерильные пучки перекрывают выходы гнезд. Семена D- или грушевидной формы, длиной 0,8-2,0 мм, от коричневого до черного цвета, поверхность шероховатая или гладкая.

## Распространение
Большинство видов естественно распространено в широкой полосе вдоль западного и южного побережья Северного, Западного и Восточного Кейпа. Далее на востоке они произрастают вблизи устья реки Мтамвуна, на границе между Восточным мысом и Квазулу-Наталом, а также простираются на север до Южной Намибии.
Представители рода были интродуцированы в Азорские острова, Балеарские острова, Канарские острова, Эквадор, Францию, Великобританию, Грецию, Ирландию, Марокко, Перу, Австралию (Новый Южный Уэльс, Южная Австралия, Тасмания, Западная Австралия).

## Таксономия

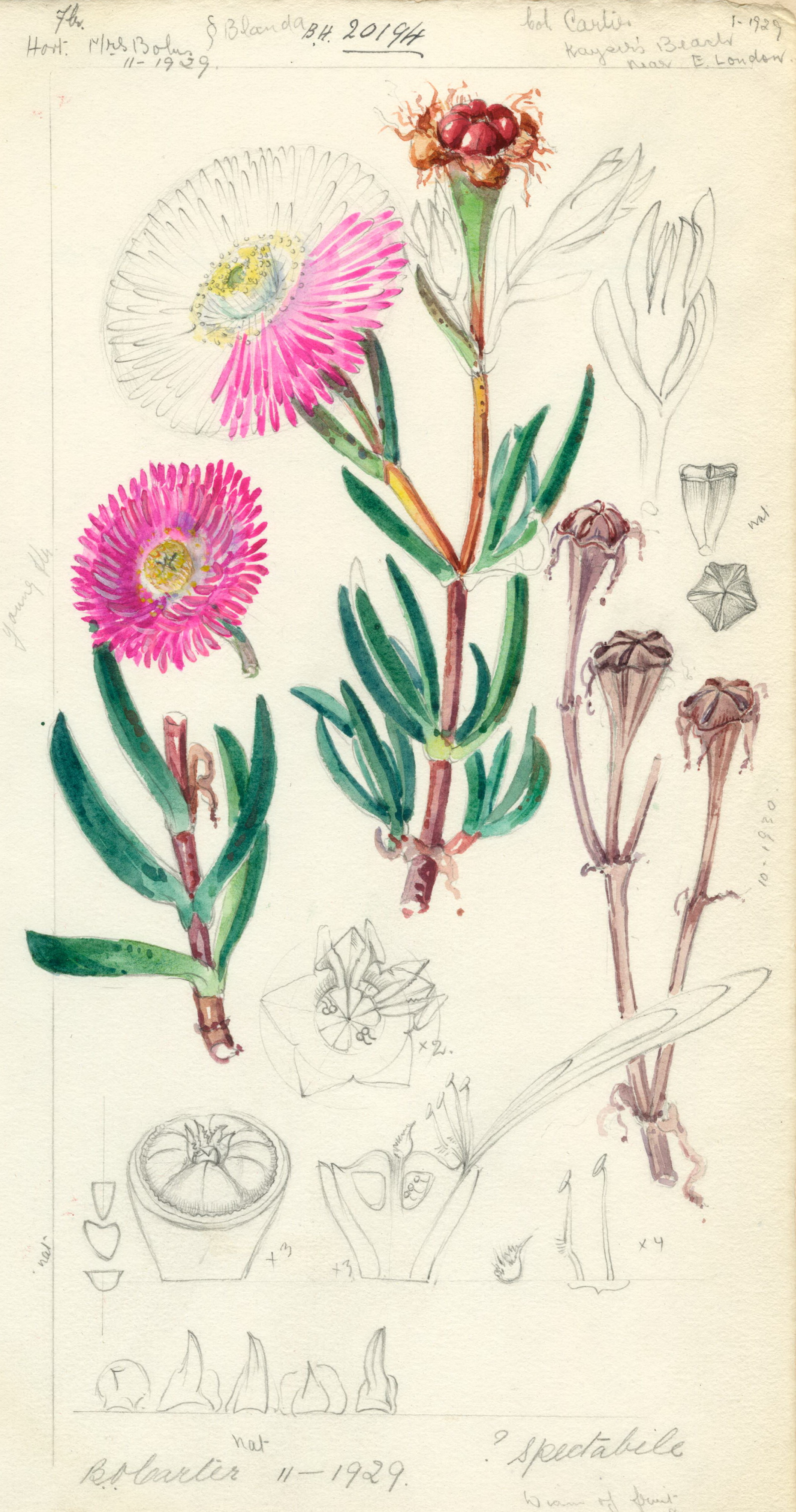
Ботаническая иллюстрация Lampranthus spectabilis

Lampranthus N.E.Br., первое упоминание в Gard. Chron., ser. 3, 87: 71. 1930. Типовой вид — Lampranthus multiradiatus (Jacq.) N.E. Br..

### Синонимы
- Aristanthus Schwantes
- Mesembryanthus Neck.
- Mesembryanthus Neck. ex Rothm.

### Виды
Согласно данным сайта WFO Plantlist на июнь 2023 года, род состоит из 195 видов.